# Identitet
Chansons représentant l'Albanie au Concours Eurovision de la chanson
Suus
(2012) One Night's Anger
(2014)
Identitet est la chanson représentant l'Albanie au Concours Eurovision de la chanson 2013. Elle est interprétée par Adrian Lulgjuraj et Bledar Sejko.
La chanson remporte la sélection nationale le 22 décembre 2012. Elle est un mélange de rock 'n' roll et de musique albanaise, plus spécialement du folklore de Tropojë et de Çamëria.
La chanson est la quatorzième chanson de la soirée, suivant I Feed You My Love interprétée par Margaret Berger pour la Norvège et précédant Waterfall interprétée par Nodiko et Sopho pour la Géorgie.
Elle participe d'abord à la deuxième demi-finale. À la fin des votes, elle obtient 31 points et prend la quinzième place sur dix-sept participants. Elle n'est pas qualifiée pour la finale.

## Source de la traduction
- (en) Cet article est partiellement ou en totalité issu de l’article de Wikipédia en anglais intitulé « Identitet » (voir la liste des auteurs).